# Харьковский завод сельскохозяйственных машин Мельгозе
Харьковский завод сельскохозяйственных машин Мельгозе (1873—1923) — частное промышленное предприятие в Харькове, специализировавшееся на выпуске сельскохозяйственных машин. Основан промышленником Э. И. Мельгозе в 1873 году. В 1923 году структурно вошёл в состав завода «Серп и молот»

## История
Корпуса завода располагались в Харькове по Конной улице, № 27.
В 1889 году на заводе работало 58 рабочих, завод изготавливал плуги, конные приводы и прочие орудия на 40 тысяч рублей в год.
Завод выпускал конные молотилки, конные приводы, сеялки, веялки, молотилки, жатвенные машины и другую сельскохозяйственную продукцию, а также осуществлял реализацию импортных жатвенных машин, преимущественно немецкого и американского производства.
В 1912 года на всероссийской выставке в Петрограде сеялки Э. И. Мельгозе за выдающиеся качества удостоены большой золотой медали.
После перехода власти в Харькове большевикам в 1918 году завод Мельгозе был национализирован и переименован во 2-й Государственный завод сельскохозяйственных машин имени Артёма.
В 1919 году рабочие заводов Мельгозе горячо приветствовали Советскую власть.
После взятия Харькова Добровольческой Армией в июне 1919 года завод Мельгозе на некоторое время был выведен из государственной собственности и восстановлен в прежнем названии, с которым просуществовал до декабря 1919 года, когда снова был национализирован с приходом большевиков.
В 1923 году завод Мельгозе был упразднён как отдельный промышленный объект и объединён с бывшим заводом Гельферих-Саде, переименованным в 1922 году в 1-й Государственный завод сельскохозяйственных машин «Серп и молот».